# Sweet Dreams (canción de Beyoncé)
«Sweet Dreams» es una canción R&B de la cantante estadounidense Beyoncé para su tercer álbum de estudio I Am... Sasha Fierce. Escrita y producida por Knowles, James Scheffer, Wayne Wilkins y Rico Love; la canción fue lanzada como el sexto sencillo oficial del álbum. Su publicación fue el 2 de junio de 2009.
Ha sido, al igual que sus anteriores sencillos, número uno en diferentes listas de música en el mundo, y muy solicitado en las radios al igual que en los televisores. Según Nielsen SoundScan, hasta octubre de 2012, «Sweet Dreams» vendió 1 691 000 descargas en Estados Unidos, donde se convirtió en el cuarto sencillo más vendido de I Am... Sasha Fierce.

## Antecedentes
La canción se filtró en marzo de 2008, pocos meses antes del lanzamiento de I Am... Sasha Fierce, bajo el título "Beautiful Nightmare". Con el lanzamiento del álbum, el nombre de la canción fue cambiado a su título actual, "Sweet Dreams". La canción se utiliza en el comercial en donde aparece Knowles hecho por Crystal Geyser.  
"Broken-Hearted Girl" iba a ser lanzado junto con la US-Sencillos con "Ego". Sin embargo, en el último minuto, el lanzamiento de "Broken-Hearted Girl", fue desechado, y "Sweet Dreams", fue lanzado en su lugar. Ambas pistas fueron tomadas desde el disco de Sasha Fierce.

## Promoción
Knowles debió de interpretar la canción en el 2009 en los MTV Video Music Awards el 13 de septiembre. Por razones desconocidas, la canción fue cambiada a "Single Ladies (Put a Ring on It)", sólo utilizó un verso inicial de la canción en su actuación, y entonces comenzó a cantar "Single Ladies". En el primer espectáculo de su "I Am... Tour", Knowles realizó las canciones con una interpretación de "Sweet Dreams", sin embargo se quitó desde el setlist al día siguiente. Ella también realizó otra versión mientras se encontraba en Las Vegas.
Knowles realizó su éxito Sweet Dreams en los premios musicales MTV Europa 2009. Fue anunciada su interpretación por 
MTV: "Hemos anunciado que Beyoncé va a tomar el escenario en el 2009 en los MTV Europe Music Awards y llevar a cabo su arrasador "hit". También interpretó su otro hit If I Were a Boy.

## Vídeo musical
El vídeo no había sido incluido en Above and Beyoncé - Video Collection & Dance Mixes, pues aún no había sido terminado; en su lugar aparecieron escenas cuando era realizado.
Su estreno fue el 9 de julio de 2009 en MTV. Fue dirigido por Adria Petty.
El vídeo trata acerca de Knowles intentando dormir, al conseguirlo entra en un sueño y comienza a bailar al ritmo de la canción. En el utiliza distinta vestimenta de diseñador, entre ellos: un traje negro de Roberto Cavalli, un minivestido de tiras y un traje de oro escotado hecho por el diseñador francés Thierry Mugler, así como el oro en las uñas y los anillos de diamante valorados en 36.000 dólares.

## Listas musicales
| Australian single 1. Sweet Dreams - 3:27 2. Sweet Dreams (Steve Pitron & Max Sanna Remix) [Radio Edit] - 3:35 EU single EP 1 1. "Sweet Dreams" (Medicin Club Remix) - 6:18 2. "Sweet Dreams" (Groove Police Club Remix) - 7:05 3. "Sweet Dreams" (Ok Dac Club Remix) - 5:11 4. "Sweet Dreams" (DJ Escape & Tony Coluccio Club Remix) - 8:39 5. "Sweet Dreams" (Maurice's NuSoul Club Remix) - 7:09 6. "Sweet Dreams" - 3:27 EU single EP 2 1. "Sweet Dreams" (Dave Spoon Remix) - 7:07 2. "Sweet Dreams" (Steve Pitron & Max Sanna Remix - Radio Edit) - 3:37 3. "Sweet Dreams" (Steve Pitron & Max Sanna Club Remix) - 7:38 4. "Sweet Dreams" (Oli Collins & Fred Portelli Remix) - 5:38 5. "Sweet Dreams" - 3:28 | Germany digital download EP 1. "Sweet Dreams" - 3:29 2. "Sweet Dreams" (Groove Police Remix - Radio Edit) - 3:10 3. "Ego" - 3:57 4. "Ego" (Remix) feat. Kanye West - 4:43 5. "Sweet Dreams" (Video) - 4:00 6. "Ego" (Remix) feat. Kanye West (Video) - 4:52 Ego/Sweet Dreams Singles & Dance Mixes 1. Ego - 3:57 2. Ego (DJ Escape & Johnny Vicious Club Remix) - 8:22 3. Ego (Slang "Big Ego" Club Remix) - 6:18 4. Sweet Dreams - 3:29 5. Sweet Dreams (OK DAC Club Remix) - 5:14 6. Sweet Dreams (Karmatronic Club Remix) - 6:36 |

## Versiones oficiales y remezclas
1. Album Version/Single Version: 3:28
2. Video Version
3. Steve Sanna & Max Pitron Remix - Radio Edit: 3:37
4. Steve Sanna & Max Pitron Club Remix: 7:38
5. Olli Collins & Fred Portelli Remix: 5:38
6. Groove Police Remix - Radio Edit: 3:10
7. Groove Police Club Remix: 7:05
8. Medicin Club Remix: 6:18
9. Maurice Joshua NuSoul Club Remix: 7:09
10. OK DAC Club Remix: 5:14
11. Dave Spoon Vocal Mix: 7:09
12. Karmatronic Club Remix: 6:36
13. Harlin Pepper & AG III Remix: 6:43

## Listas
| Chart (2009)                                 | Peak position |
| -------------------------------------------- | ------------- |
| Australian Singles Chart                     | 2             |
| Australian Urban Chart                       | 1             |
| Austrian Singles Chart                       | 17            |
| Belgian Singles Chart (Flanders)             | 24            |
| Belgian Tip Chart (Wallonia)                 | 4             |
| Canadian Hot 100                             | 17            |
| Czech Airplay Chart                          | 5             |
| Danish Singles Chart                         | 16            |
| Dutch Top 40                                 | 26            |
| European Hot 100 Singles                     | 7             |
| EspañaLos 40 Principales                     | 1             |
| German Singles Chart                         | 8             |
| Greek Singles Chart                          | 7             |
| Hungarian Singles Chart                      | 9             |
| Irish Singles Chart                          | 4             |
| Italian Singles Chart                        | 19            |
| Japan Hot 100                                | 30            |
| New Zealand Singles Chart                    | 1             |
| Norway Singles Chart                         | 6             |
| Polish Airplay Chart                         | 1             |
| Romanian Top 100                             | 35            |
| Russian Airplay Chart                        | 19            |
| Slovak Airplay Chart                         | 5             |
| Swedish Singles Chart                        | 19            |
| Swiss Singles Chart                          | 18            |
| Türkiye Top 20                               | 8             |
| UK Singles Chart                             | 5             |
| UK R&B Singles Chart                         | 3             |
| U.S. ARC Weekly Top 40                       | 4             |
| U.S. Billboard Hot 100                       | 10            |
| U.S. Billboard Hot Dance Club Songs          | 1             |
| U.S. Billboard Hot R&B/Hip-Hop Songs         | 48            |
| U.S. Billboard Pop Songs                     | 5             |
| U.S. Billboard Hot Adult Contemporary Tracks | 28            |

## Certificaciones
| País          | Certificación | Ventas   |
| Australia     | Platinum      | 70,000+  |
| New Zealand   | Platinum      | 15,000+  |
| United States | Gold          | 800,000+ |